# 1997 no cinema
O ano de 1997 no cinema envolveu muitos filmes significativos, incluindo Titanic, Ou Tudo ou Nada, Gattaca, Donnie Brasco, Gênio Indomável, Boogie Nights, L.A. Confidential, O Quinto Elemento, Nil by Mouth e o início do estúdio cinematográfico DreamWorks.

## Maiores bilheterias
Os 10 filmes mais lançados em 1997 por arrecadação mundial são os seguintes:
| Ranque | Título                        | Distribuidor                           | Bilheteria global |
| ------ | ----------------------------- | -------------------------------------- | ----------------- |
| 1      | Titanic                       | Paramount / 20th Century Fox           | US$ 1,843,201,268 |
| 2      | The Lost World: Jurassic Park | Universal                              | US$ 618,638,999   |
| 3      | Men in Black                  | Sony Pictures / Columbia               | US$ 589,390,539   |
| 4      | Tomorrow Never Dies           | MGM / UIP                              | US$ 333,011,068   |
| 5      | Air Force One                 | Sony Pictures / Columbia / Buena Vista | US$ 315,156,409   |
| 6      | As Good as It Gets            | Sony Pictures / TriStar                | US$ 314,178,011   |
| 7      | Liar Liar                     | Universal                              | US$ 302,710,615   |
| 8      | My Best Friend's Wedding      | Sony Pictures / TriStar                | US$ 299,288,605   |
| 9      | The Fifth Element             | Sony Pictures / Columbia / Gaumont     | US$ 263,920,180   |
| 10     | The Full Monty                | 20th Century Fox                       | US$ 257,938,649   |

## Prêmios
- Oscar 1997
- Globo de Ouro de 1997

## Filmes
| Data           | Filme              | Diretor         | Elenco | Observação                          | Ref |
| -------------- | ------------------ | --------------- | ------ | ----------------------------------- | --- |
| 2 de maio      | Warriors of Virtue | Ronny Yu        |        |                                     |     |
| 20 de junho    | Batman & Robin     | Joel Schumacher |        | foi indicado a 11 Framboesa de Ouro |     |
| 14 de dezembro | Titanic            | James Cameron   |        | ganhou 11 Óscares                   |     |
| 25 de dezembro | Mr. Magoo          | Stanley Tong    |        |                                     |     |

## Nascimentos
| Data            | Nome                 | Profissão     | Nacionalidade  | Observações | Ref |
| --------------- | -------------------- | ------------- | -------------- | ----------- | --- |
| 8 de fevereiro  | Kathryn Newton       | atriz         | Estados Unidos |             |     |
| 10 de fevereiro | Chloë Moretz         | atriz         | Estados Unidos |             |     |
| 25 de fevereiro | Isabelle Fuhrman     | atriz         | Estados Unidos |             |     |
| 6 de março      | Eduardo Melo         | ator          | Brasil         |             |     |
| 17 de junho     | KJ Apa               | ator          | Nova Zelândia  |             |     |
| 8 de julho      | Siraphop Manithikhun | ator e modelo | Tailândia      |             |     |
| 8 de outubro    | Bella Thorne         | atriz         | Estados Unidos |             |     |
| 5 de novembro   | Dominique Thorne     | atriz         | Estados Unidos |             |     |
| 30 de dezembro  | Tseng Jing-hua       | ator          | Taiwan         |             |     |

## Mortes
| Data           | Nome               | Profissão                      | Nacionalidade  | Observações | Ref |
| -------------- | ------------------ | ------------------------------ | -------------- | ----------- | --- |
| 14 de março    | Fred Zinnemann     | cineasta                       | Áustria        | n. 1907     |     |
| 14 de março    | André Filho        | dublador                       | Brasil         | n. 1946     |     |
| 29 de março    | Célia Helena       | actriz                         | Brasil         | n. 1936     |     |
| 16 de abril    | Roland Topor       | pintor, escritor e ator        | França         | n. 1938     |     |
| 9 de maio      | Marco Ferreri      | cineasta                       | Itália         | n. 1928     |     |
| 24 de maio     | Alexandre Lippiani | ator e dublador                | Brasil         | n. 1964     |     |
| 14 de junho    | Richard Jaeckel    | ator                           | Estados Unidos | n. 1926     |     |
| 24 de junho    | Brian Keith        | ator                           | Estados Unidos | n. 1921     |     |
| 29 de junho    | William Hickey     | ator                           | Estados Unidos | n. 1927     |     |
| 1 de julho     | Robert Mitchum     | ator                           | Estados Unidos | n. 1917     |     |
| 2 de julho     | James Stewart      | ator                           | Estados Unidos | n. 1908     |     |
| 2 de julho     | Dórdio Guimarães   | poeta, jornalista e cineasta   | Portugal       | n. 1938     |     |
| 9 de setembro  | Burgess Meredith   | ator                           | Estados Unidos | n. 1907     |     |
| 17 de setembro | Red Skelton        | pintor, comediante e ator      | Estados Unidos | n. 1913     |     |
| 2 de outubro   | Thales Pan Chacon  | ator                           | Brasil         | n. 1956     |     |
| 24 de outubro  | Don Messick        | ator                           | Estados Unidos | n. 1926     |     |
| 30 de outubro  | Samuel Fuller      | roteirista, produtor e diretor | Estados Unidos | n. 1912     |     |
| 11 de novembro | Adilson Barros     | ator                           | Brasil         | n. 1947     |     |
| 18 de dezembro | Chris Farley       | ator e comediante              | Estados Unidos | n. 1964     |     |
| 24 de dezembro | Toshiro Mifune     | ator                           | Japão          | n. 1920     |     |

## Prêmios, recordes e vendas

### Óscar
- Titanic ganha ganhou 11 Óscares